# 持続可能な開発目標に関するハイレベル政治フォーラム
持続可能な開発目標に関するハイレベル政治フォーラム（英: The United Nations High-level Political Forum on Sustainable Development 略: HLPF）は20年間続いた持続可能な開発委員会を、20周年の4日目前の2013年9月24日のセッションを最後に据え置かれた国際会議である。
4年ごとに総会で、国連経済社会理事会では他の年に技術部門、閣僚級部門、ハイレベル部門の両方で出会う。その会議は7月に開催される。交渉された宣言、持続可能な開発のための2030アジェンダの約束や進展をレビューを行う。

## 会議
2013年以来毎年、HLPFはセッションを開催している。
| 年   | 後援     | 日付            | テーマ                                                                       | 参照 |
| ---- | -------- | --------------- | ---------------------------------------------------------------------------- | ---- |
| 2020 | ECOSOC   | 7月7日-7月14日  | SDG実装と2030AgendaにおけるCOVID19の影響                                     |      |
| 2019 | 国連総会 | 9月24日-9月25日 | SDGサミット                                                                  |      |
| 2019 | ECOSOC   | 7月9日-7月18日  | 人々に力を与え、包摂性と平等を確保する                                       |      |
| 2018 | ECOSOC   | 7月9日-7月18日  | 持続可能で回復力のある社会への変革                                           |      |
| 2017 | ECOSOC   | 7月10日-7月19日 | 変化する世界で貧困を根絶し、繁栄を促進する                                   |      |
| 2016 | ECOSOC   | 7月11日-7月20日 | 誰も取り残されないようにする                                                 |      |
| 2015 | ECOSOC   | 6月26日-7月8日  | 統合、実装、およびレビューの強化-2015年以降のHLPF                            |      |
| 2014 | ECOSOC   | 6月30日-7月9日  | MDGsを達成し、SDGsを含む意欲的な2015年以降の開発アジェンダへの道を図示します |      |
| 2013 | 国連総会 | 9月24日         | 私たちが望む未来の構築：リオ+20からポスト2015開発アジェンダまで              |      |